# Guṇa

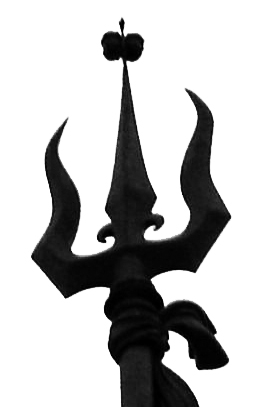
In uno dei suoi simbolismi, il triṣūla (tridente) di Shiva rappresenta, coi suoi tre rebbi, i tre guṇa, e quindi il dominio del Dio sul cosmo.
«Śiva, in unione eterna con Śakti, è manifesto nella triplice forma dei guṇa» (śivaḥ śakti-yutaḥ śaśvat / tri-lińgo guṇa-saḿvṛtaḥ, Bhāgavata Purāṇa X.88.3)

Guṇa (devanagari: गुण), sostantivo maschile sanscrito significante: "merito", "qualità", "virtù", o anche "corda", "attributo", "suddivisione". Nella filosofia hindu del Sāṃkhya il termine è adoperato per indicare i tre componenti ultimi della materia (prakṛti): sattva, rajas, tamas.

## Aspetti etimologici e storici
Il termine deriverebbe dalla radice indoeuropea gere, col significato di "avvolgimento", per indicare un singolo filo di cui è costituita una corda a fili intrecciati.
Nella scuola filosofica del Sāṃkhya i guṇa sono i tre componenti ultimi della prakṛti, uno dei due principi ontologici che questa scuola postula, essendo l'altro il puruṣa, principi eterni e separati: il primo, principio attivo, responsabile dell'evoluzione di tutto ciò che nell'universo è manifesto, materiale e mentale; il secondo, principio passivo, puro spirito frammentato in infinite monadi individuali coinvolte loro malgrado nella manifestazione, dalla prakṛti cioè.
Una prima menzione di questi tre componenti in tal senso l'abbiamo in una Upaniṣad risalente all'incirca al IV sec. a.e.v.:
(Maitrī Upaniṣad V, 2; citato in Upaniṣad, a cura e traduzione di Raphael, Bompiani, 2010)
È dunque proprio l'alterazione dell'equilibrio iniziale dei tre guṇa a dare origine all'evoluzione (pariṇāma) della prakṛti, dalla quale derivano tutti gli elementi del cosmo nonché quelli che ne permettono la percezione, fisica e mentale. Dunque i guṇa possono essere visti come quelle componenti che a causa del loro incessante combinarsi determinano i dettagli dell'evoluzione cosmica.
Anche il filosofo Patañjali (II sec.a.e.v ) menziona i guṇa nei suoi Yoga Sūtra, ma la sistematizzazione del Sāṃkhya è comunque ben successiva, opera del filosofo Īśvarakṛṣṇa, IV sec. e.v. circa. Quale però sia l'effettiva origine del concetto di guṇa così come presentato dal Sāṃkhya, non è dato sapere, anche se tradizionalmente se ne attribuisce a Kapila, personaggio molto probabilmente mitico, la paternità.

## Rajas,Sattva,Tamas
Le tre componenti, rajas, sattva, tamas, possono essere così definite:
- rajas (रजस्), dalla radice rañj: "colorato", "dinamico"; indica la componente che mette in moto la manifestazione
- sattva (सत्त्व), dalla radice sat: "esistente"; indica la componente che illumina, che rivela il manifesto
- tamas (तमस्): "oscurità"; indica la componente che tende a ostacolare il dinamismo della manifestazione.

Essendo la prakṛti il sostrato di ogni elemento sia fisico che mentale, i guṇa hanno un aspetto duplice, oggettivo da un lato, soggettivo dall'altro:
- rajas: instabilità, attività, desiderio
- sattva: virtuosità, purezza, luminosità, saggezza
- tamas: torpore, ignoranza, indolenza.

Secondo la visione del Sāṃkhya, come già accennato, fra ciò che noi chiamiamo "materia" e ciò che definiamo "mente" non c'è differenza di qualità, ma soltanto di quantità, di grado. Con la teoria dei guṇa, il Sāṃkhya riesce a dare una spiegazione teorica di come ciò sia possibile: nei fenomeni materiali prevale tamas, mentre in quelli mentali a prevalere è sattva. Insieme alla terza componente, rajas, il differente combinarsi di queste tre qualità determina quindi ogni particolare della manifestazione.
Ci si potrebbe chiedere perché postulare comunque una presenza di sattva nel mondo materiale, e una presenza, seppur minima, di tamas nel mondo mentale; o in altre parole, come sia possibile che nella materia si trovi qualcosa che è caratteristico della mente e viceversa. Questa compenetrazione è però, nel Sāṃkhya, proprio la dimostrazione evidente che le cose stanno così: non sarebbe altrimenti possibile l'interazione tra un fenomeno e un altro, fra il materiale e mentale; non sarebbe possibile, in ultima analisi, per la mente conoscere la materia, né per la materia essere conosciuta. Ciò che noi conosciamo non sono idee, ma cose, e una cosa può essere conosciuta soltanto se sussiste un'affinità fra chi conosce e ciò che è conosciuto.
Secondo il filosofo indiano Surendranath Dasgupta noi abbiamo, oggi, un argomento a sostegno di tale teoria. L'osservazione che egli si pone è: se ciò che è materiale e ciò che è mentale hanno caratteristiche in comune a dispetto del senso ordinario, deve esistere qualcosa nel quale sattva e tamas si equilibrano al punto da non renderne così semplice la distinzione. L'esistenza di questo qualcosa la si può ravvisare nei risultati del modello dell'evoluzione, nell'osservazione di quelle forme di vita che sono state o sono tuttora al limite fra ciò che definiamo materia insensibile e quelle dotate in qualche modo di percezione. Se si osservano le forme di vita da quelle più complesse a quelle più semplici, si conclude che la complessità dell'elaborazione sensoriale diminuisce via via, al punto che, pur non essendo più possibile a un certo punto ravvisare una mente, si coglie tuttavia una capacità nell'elaborare i dati dell'ambiente esterno. Inoltre, in queste forme di vita più elementari la risposta all'ambiente esterno si riduce proprio a tre reazioni facilmente identificabili: positiva (piacevole), negativa (dolorosa), nulla (cecità). Dal punto di vista dell'epistemologia queste tre reazioni primarie altro non sono che ciò che il Sāṃkhya ha chiamato con sattva, rajas e tamas.

## Aspetti ulteriori
La Bhagavad Gita dedica il XIV capitolo ai tre guṇa in quanto "qualità" umane, da un punto di vista etico:
(Bhagavadgītā XIV, 5; a cura di Anne-Marie Esnoul, traduzione di Bianca Candian, Adelphi, 2011, p. 142)
I guṇa sono visti come i responsabili del ciclo delle nascite e delle morti e della trasmigrazione delle anime da un corpo ad un altro (saṃsāra).
Rajas è fonte di attaccamento, di passione; tamas è causa di pigrizia, errore; sattva è esente dal male, è conoscenza: dominando rajas e tamas, sattva prevale, e questa è la strada verso la liberazione (mokṣa), che si conseguirà quando anche sattva sarà stata superata, mostrando equanimità rispetto alle tre influenze dei guṇa:
(Bhagavadgītā XIV, 20; a cura di Anne-Marie Esnoul, traduzione di Bianca Candian, Adelphi, 2011, p. 143)
I tre guṇa si ritrovano in ogni aspetto dell'esistenza: nella natura e nella vita così come in tutti gli stati della coscienza ordinaria. Così, quando prevale sattva la coscienza umana è caratterizzata da uno stato di serenità e chiarezza mentale; quando rajas è predominante, la coscienza diviene attiva, dinamica, volitiva e piena di energia; quando invece prevale tamas la coscienza è inerte, immersa nell'apatia e nel torpore. Quest'ultimo infatti corrisponde all'elemento terra e rappresenta l'inerzia, la condensazione, la solidificazione, la tendenza al basso, cristallizzazione dell'energia, invece "qualificata" da rajas e "essenziata" da sattva.
Così, gli individui tamasici (il pigro e l'inerte) esitano ad essere attivi, temendo di stancarsi o di fallire; gli individui rajasici (emotivi e passionali) si tuffano a capofitto nell'azione cercando risultati immediati, e rimangono delusi quando questi non ottengono ciò che si aspettavano; mentre gli individui sattvici (le persone dotate di equilibrio mentale) sono attivi, considerando l'azione il loro dovere; il successo e il fallimento non disturbano la loro equanimità.